# Thomas Farnaby
Pour les articles homonymes, voir Farnaby.
Thomas Farnaby (ou Farnabie, vers 1575  à Londres - 12 juin 1647), était un grammairien anglais. Il était fils d'un charpentier. Après avoir été jésuite, soldat, navigateur, il se fit maître d'école à Martock (Somerset), puis à Londres, et eut un grand succès. Pendant la guerre civile, il fut emprisonné par les Parlementaires comme fauteur de Charles Ier d'Angleterre.

## Biographie
Fils d’un charpentier du pays de Cornouailles, mais dont la famille était originaire d’Italie, Thomas Farnaby naquit à Londres vers 1575, et fut d’abord attaché comme serviteur au Merton College d’Oxford ; il abandonna bientôt et son pays et sa religion, passa en Espagne, et fut reçu dans un collège de jésuites ; mais la discipline sévère de cet ordre ne put l’y retenir longtemps. Après avoir accompagné sir Francis Drake et sir John Hawkins dans leur dernière navigation en 1595, il prit du service comme volontaire dans les Pays-Bas. De retour en Angleterre, il continua d’errer pendant quelque temps sous le nom de Thomas Bainraf, anagramme de son propre nom. Il se fixa enfin à Martock, dans le comté de Somerset, où l’indigence le réduisit à tenir une école de petits enfants ; il vint ensuite à Londres, y ouvrit également une école qui acquit une telle vogue, qu’on y vit à la fois plus de trois cents élèves. S’étant fait connaître dans le même temps par ses ouvrages de critique, il prit des grades dans les universités d’Oxford et de Cambridge ; en 1636, les maladies fréquentes qui régnaient dans la capitale l’engagèrent à aller s’établir à Sevenoaks dans le comté de Kent. Il acheta des terres dans ce comté, ainsi que dans le comté de Sussex, continuant néanmoins de se livrer à l’enseignement, auquel il avait dû sa fortune. Pendant la guerre civile, il se rendit suspect au parlement pour avoir dit à l’occasion du serment de protestation, qu’il valait mieux avoir un roi que d’en avoir cinq cents. Soupçonné ensuite d’avoir favorisé le soulèvement qui eut lieu aux environs de Tunbridge en faveur du roi, il fut enfermé à Newgate en 1643, et transféré de là à Ely House, où il demeura plusieurs années. Il mourut le 12 juin 1647, âgé de 72 ans.

## Œuvres
On a de lui quelques ouvrages de critique et de grammaire : 
- Index rhetoricus scholis accommodatus, 1625, auquel on a joint par la suite Formulæ oratoriæ et Index poeticus, Amsterdam , 1648, petit in-12.
- Florilegium epigrammatum græcorum, eorumque latino versu a variis redditorum, 1629 ;
- Systema grammaticum, 1641 ;
- Phrasæologia anglo-latina ;
- Tabulæ linguæ græcæ.

Thomas Farnaby est beaucoup plus connu par les notes ou commentaires qu’il a donnés sur un grand nombre d’auteurs classiques. Son Juvénal fut publié pour la première fois en 1612, avec Perse ; Sénèque le Tragique en 1613, Martial en 1615, Lucain en 1618, Virgile en 1634, etc. Il a aussi commenté les Métamorphoses d’Ovide, et les quatre premières comédies de Térence. Ce dernier travail a été continué par Méric Casaubon, qui a publié l’ouvrage entier à Londres en 1651. Les Commentaires de Farnaby ont été très-souvent réimprimés ; ils sont recommandés par Baillet et par Bayle, comme pouvant être utiles aux étudiants ; mais Saxius, d’après les meilleurs philologues modernes, l’appelle Criticus minorum gentium.

## Sources
- « Farnaby ou Farnabie (Thomas) », dans Louis-Gabriel Michaud, Biographie universelle ancienne et moderne : histoire par ordre alphabétique de la vie publique et privée de tous les hommes avec la collaboration de plus de 300 savants et littérateurs français ou étrangers, 2e édition, 1843-1865 [détail de l’édition]
- Marie-Nicolas Bouillet  et Alexis Chassang (dir.), « Thomas Farnaby » dans Dictionnaire universel d’histoire et de géographie, 1878 (lire sur Wikisource)